# جهان (بام و صفی‌آباد)
جهان، روستایی در دهستان ساریگل بخش بام شهرستان بام و صفی‌آباد در استان خراسان شمالی ایران است.

## موقعیت جغرافیایی
روستای جهان یکی از روستاهای پلکانی و از مهم‌ترین روستاهای تاریخی ولایت ارغیان بوده که امروزه یکی از روستاهای شهرستان اسفراین محسوب می‌گردد این روستا نسبت به استان خراسان شمالی در قسمت جنوب شرقی واقع شده و در سمت شرق شهر اسفراین وغرب دهستان بام قرار گرفته است و محدود است از طرف شمال به کوه‌های شاه جهان وشیروان، طرف شرق به روستای زالی و بانی در و جنوب به روستای چهارمست و وازطرف غرب به پارک ساریگل؛ که زندگی انسان‌ها در این روستا و پیرامون آن حداقل به دوره هخامنشیان می‌رسدکه که بقایای آن را می‌توان در قزقلعه و آغول قلعه مشاهده کرد.

## تاریخچه

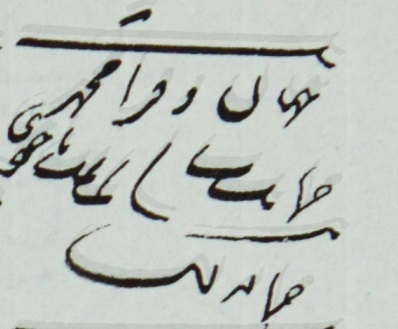
نام جهان در اسناد تاریخی دوره قاجار

با توجه به تحقیقات باستان‌شناسی که در زمینه سکونت در این روستا انجام گرفته قدمت استقراردر این منطقه به حدود ۲۵۰۰ سال پیش برمی گردد که در آن زمان احتمالاً خانواده‌های از هخامنشیان در قلعه معروف به قزلرقلعه شاه جهان سکونت داشته‌اند.
از زمان پیدایش این روستای جدید اطلاعات زیادی وجود ندارد و پیدایش آن را شاید بتوان به پس از تخریب و متروکه شدن روستای جهان قدیم نسبت داد. طبق اسناد موجود نام تاریخی این روستا در گذشته قریه جهان نام داشته است که به دوره تیموری بر می‌گرد و آن زمانی است که حافظ ابرو در سال ۸۳۳ ه‍.ق از منطقه ارغیان گذر کرده برای جهان ارغیان ۱۲ قریه ذکر کرده که جهان یکی از این قرای به‌شمار می‌آمده است:
«ولایت جهان و ارغیان: قریه روئین و توابع، قریه اردین، و توابع، قریه دستجرد و توابع، قریه کاریزدر، قریه بکر آباد، قریه نهامود، قریه جهان و توابع، قریه بان و توابع، قریه اسفنج و توابع، قریه خرق و توابع، قریه کرد، قریه سی و توابع، بیرون از این قری مزارع بسیار دارد.»

## زمین‌شناسی روستای جهان

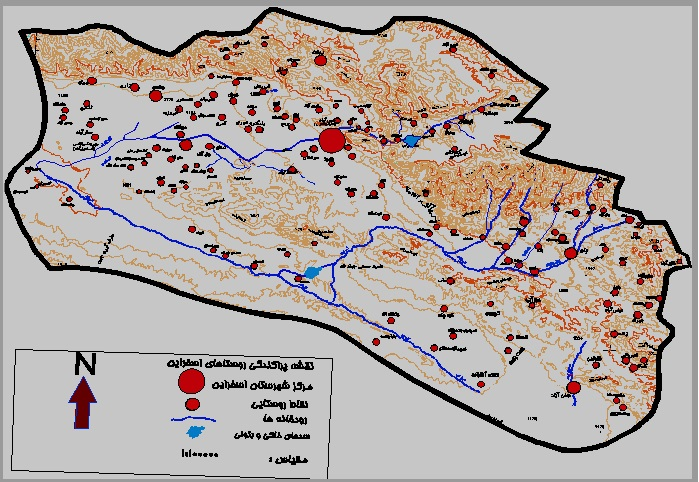
نقشه موقعیت رود جهان و کوه شاه جهان و شاه حسن بخش بام سفراین

روستای جهان در قسمت جنوبی ارتفاعات شاه جهان قرار گرفته است که از لحاظ تقسیمات زمین‌شناسی ایران جزئی از زون رسوبی کپه داغ می‌باشد. و در بین ارتفاعات بینالود، در شرق آن و آلاداغ در غرب آن قرار گرفته است. قسمت شمالی (روستای جهان) بیشتر کوهستانی و قسمت جنوبی بیشتر حالت دشت به خود می‌گیرد.

## توپوگرافی و ژئومورفولوژی
به‌طور کلی روستای جهان را می‌توان به دو قسمت تقسیم کرد:
الف – زمین‌های دشتی: اگر چه در روستای جهان دشت به معنای واقعی کلمه وجود ندارد، اما با توجه به پستی و بلندی ناحیه یک بخش کم ارتفاع و تقریباً هموار وجود دارد که می‌توان از آن به عنوان دشت نام برد:
دشت نگرد: این دشت در بخش جنوبی روستا ودر پایکوه‌های شاه جهان گسترش یافته که دارای شیبی با جهت شمالی –جنوبی دارد. مهم‌ترین کشت در این دشت کشاورزی از نوع زراعی است. این دشت از آبرفتهای سیلابی و مخروطه افکنه‌های کال جهان تشکیل شده است.

## بافت تاریخی روستا

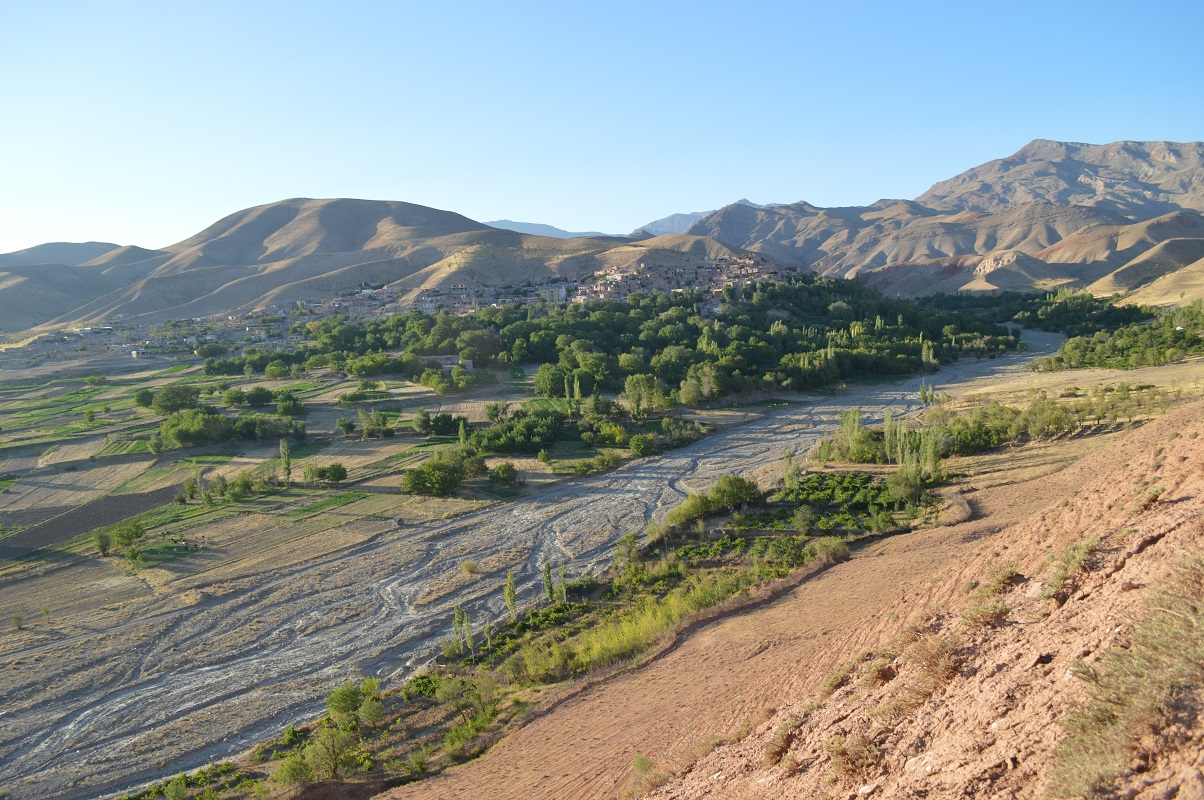
دورنمای روستای جهان اسفراین

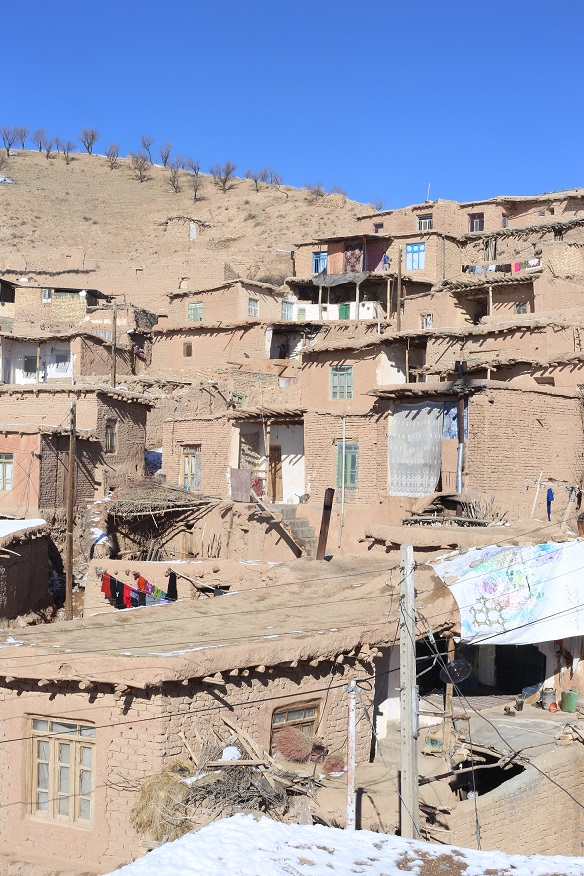
خانه‌های پلکانه ساخته شده با چینه و گل در روستای جهان

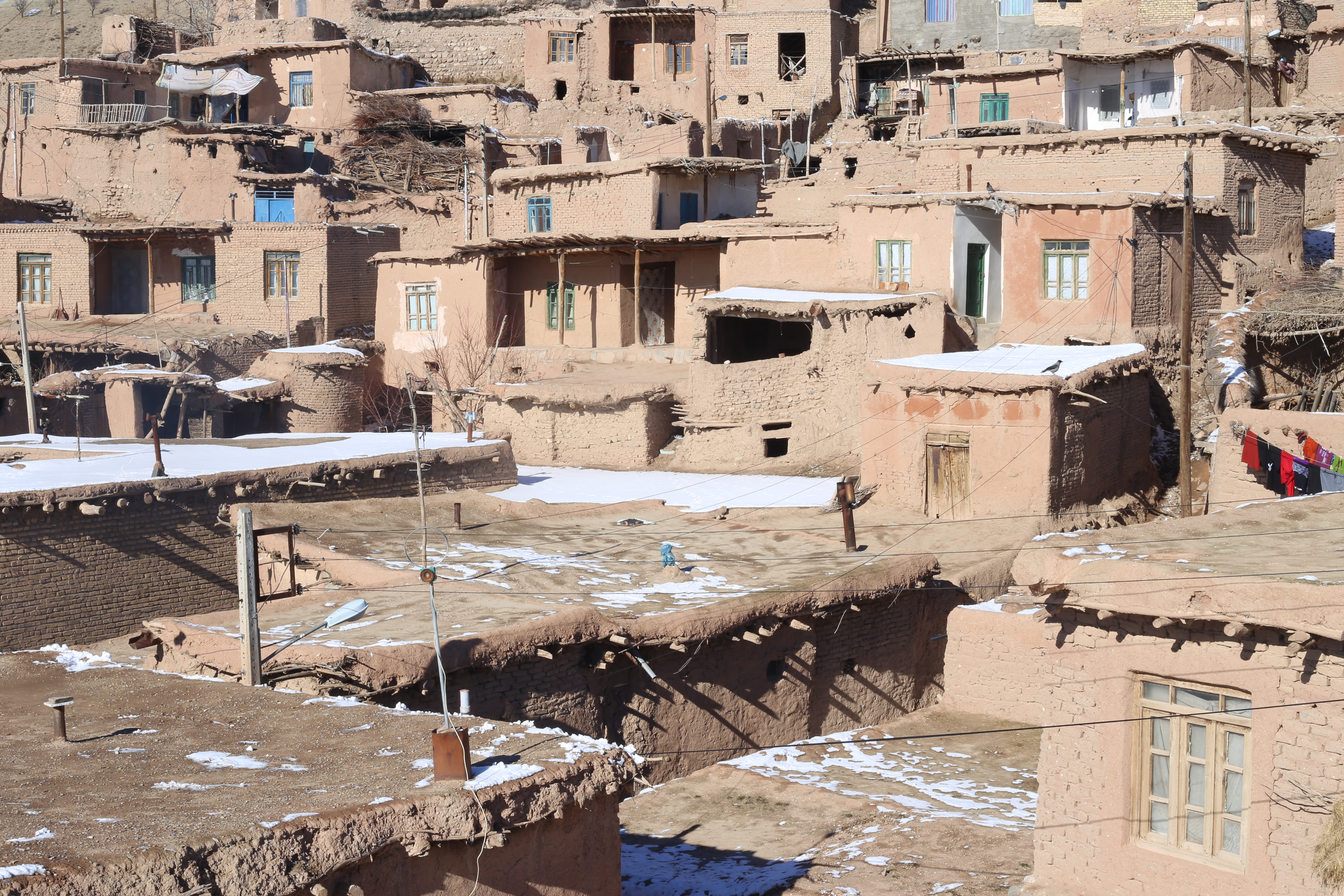
روستای جهان

### خانه‌های پلکانی روستا

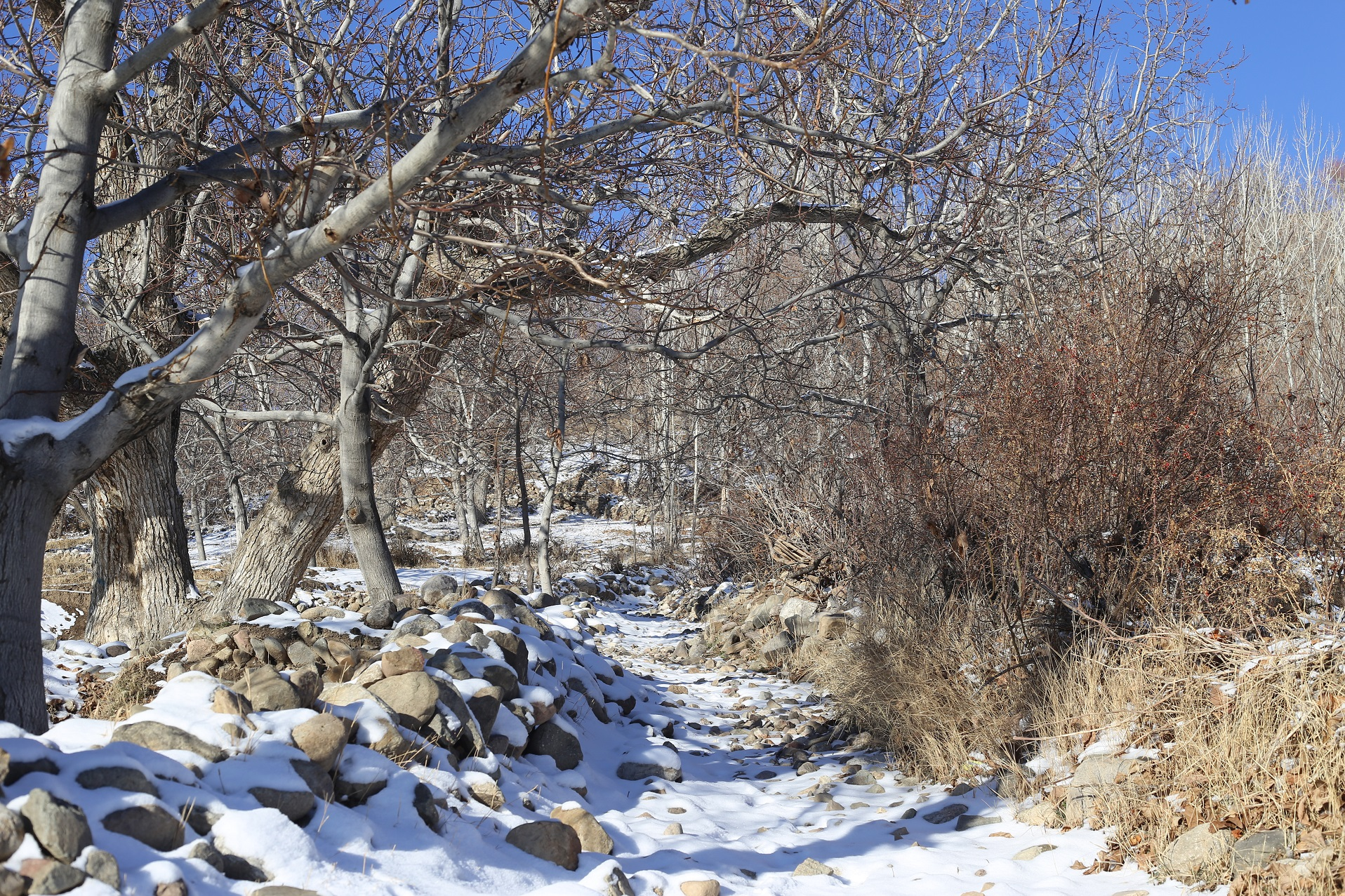
کوچه باغ‌های روستای جهان عکس

روستای جهان یکی از روستاهای پلکانی شهرستان اسفراین و استان است که به گواه کارشناسان، از بالاترین پتانسیل گردشگری برخوردار است، اما گمنامی این روستا به واسطه معرفی نشدن، موجب شده است تا فعالیت‌های متمرکز برای ارتقای شرایط این روستا در امر گردشگری بسیار کم‌رنگ و کم‌اثر باشد. به‌طوری که این روستا به جز میزبانی گردشگری نامتمرکز حتی جز موارد نادر مورد بازدید جدی مسئولان قرار نگرفته است.
خانه‌های پلکانی و در زیر آن آثار تاریخی و تونل‌های زیر زمینی با چشمه‌های جوشان و بافت‌های تاریخی و ساختار معماری خانه‌ها، آن را جزو منحصر به فردترین بافت‌های موجود در روستاهای کشور کرده است. کوچه‌ها و خانه‌های این روستا به طرز عجیبی هویت تاریخی خود را حفظ کرده‌اند. شاید اگر هر گردشگری فقط چند قدم در این کوچه‌ها بردارد و چهره زنان و کودکان را کنار دیوارهای کاهگلی ببیند، زمان و تاریخ را فراموش کند. آبی، سبز، نارنجی و گاه قرمز عمده‌ترین رنگی است که در لباس زنان این روستا به چشم می‌خورد.

### مسجد کهن

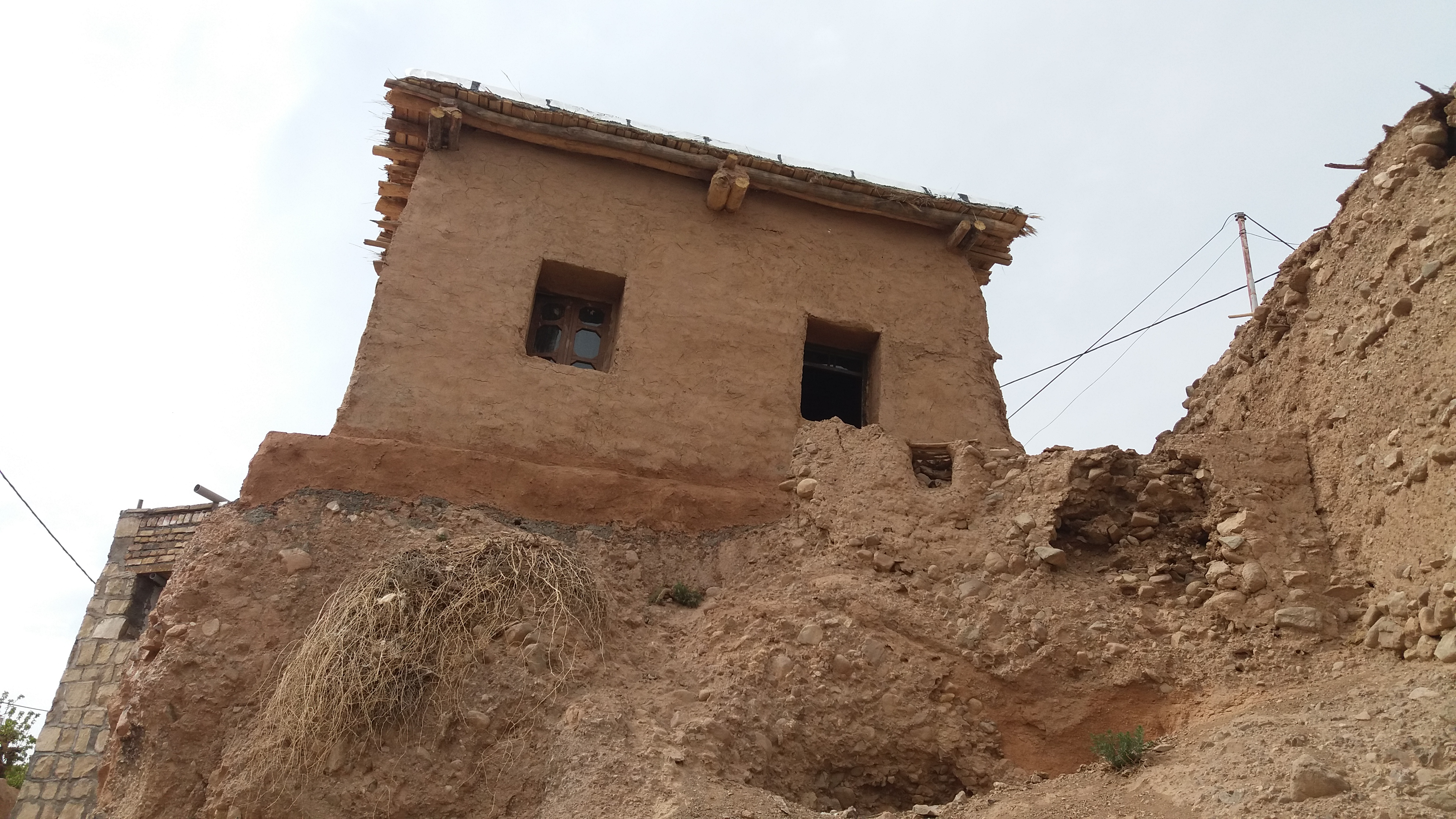
مسجد قدیمی روستای جهان

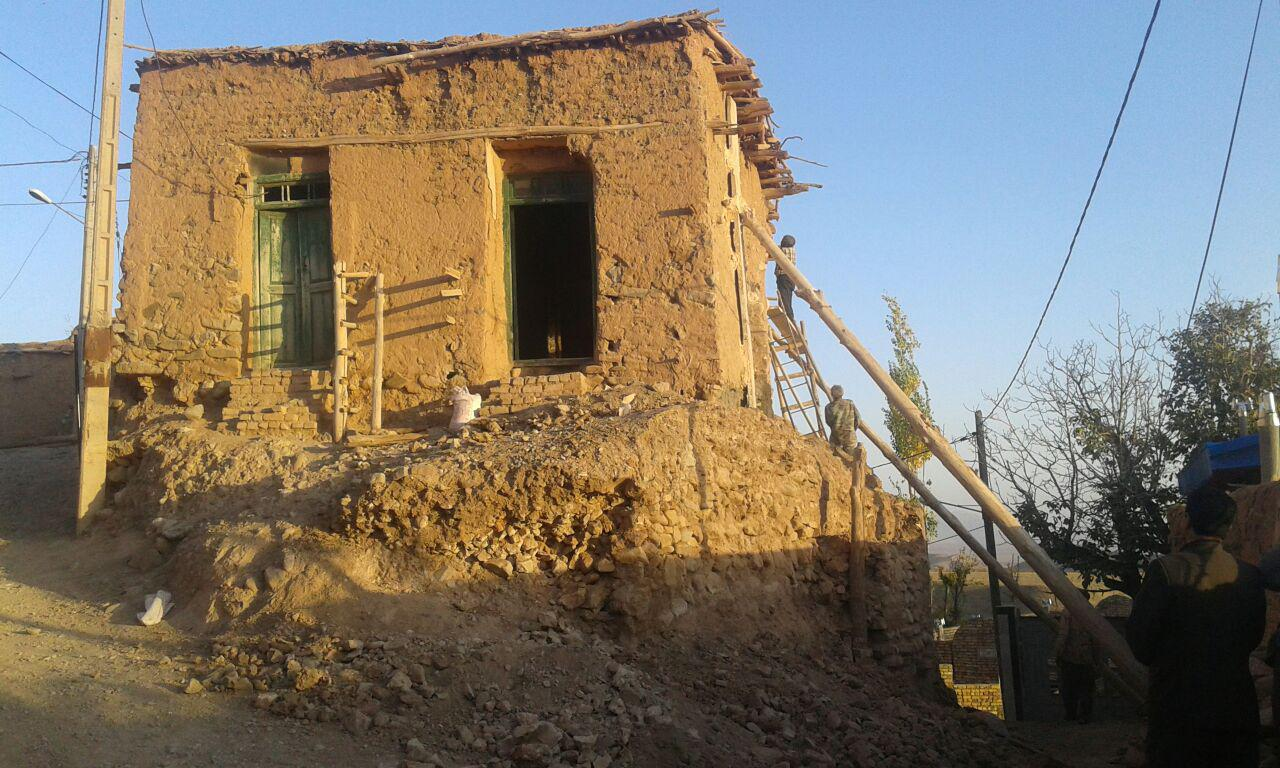
مسجد قدیم روستای جهان

## کوه‌ها
- کوه‌های شاه حسن: این کوه باارتفاع ۲۶۶۲ متر در فاصله ۵/۴کیلومتری شمال شرق آبادی واقع گردیده است.[۷]
- کوه گل خانی: این کوه باارتفاع ۲۴۱۰ متر در فاصله ۳ کیلومتری شمال شرق آبادی واقع گردیده است.[۷]
- کوه خیزران: این کوه باارتفاع ۲۲۱۳ متر در فاصله ۵/۳کیلومتری شمال غرب آبادی واقع گردیده است.[۷]

## آب‌های سطحی و زیرزمینی

### رودخانه جهان

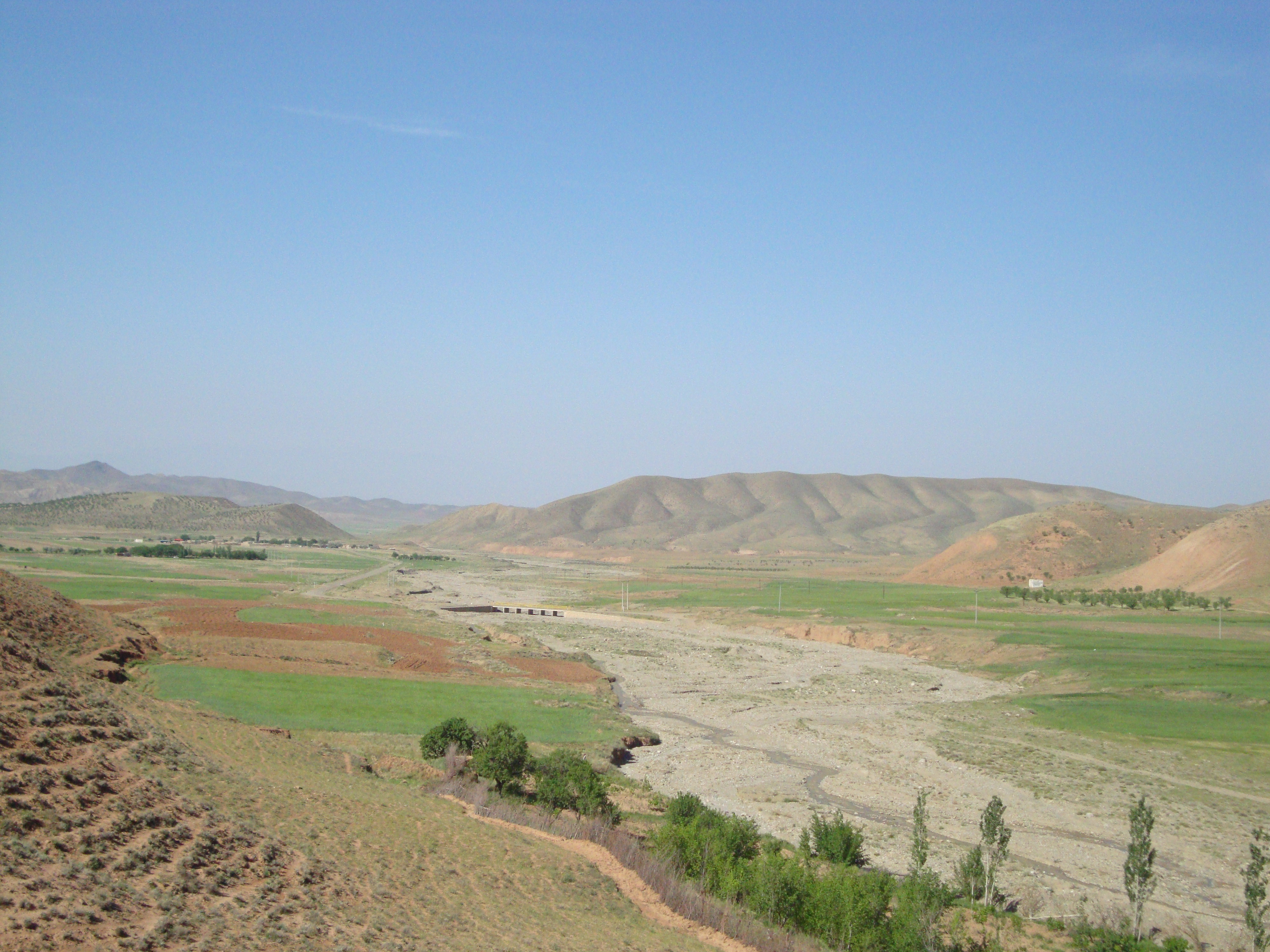
این رودخانه از شاخه‌های رودخانه کال ولایت می‌باشد که طول این رودخانه ۲۴ کیلومتر است.

از شاخه‌های رودخانه کال ولایت می‌باشد از دامنه‌های جنوبی کوه یاتوبا ارتفاع ۳۱۰۲ متر از رشته کوه بینالود واقع در ۲۹ کیلومتری خاور شهر اسفراین سرچشمه می‌گیرد. از شمال به جنوب جریان می‌یابد. سپس از خروج از دامنه‌های جنوبی بینالود وارد اراضی روستای جهان می‌گردد. اراضی این روستا و روستای چهارمست را مشروب نموده و در جنوب باختری روستای اخیر وارد رودخانه کال ولایت می‌شود.
.
طول این رودخانه ۲۴ کیلومتر بوده و در روستای جهان محل مناسبی برای احداث سد بر روی آن وجود دارد رودخانه جهان دارای آب دائم بوده ولی جریان دائمی آن به مصرف روستاهای مسیر رسیده و فاضلاب ان وارد رود ولایت می‌شود.

### قنات‌ها
قنات یخدان طول این قنات ۱۰۰۰ متر است و تعداد ۳۰ میله چاه دارد. عمق مادرچاه این قنات، ۱۲ متر و فاصلهٔ مظهر تا محل آن ۳۰۰۰ متر می‌باشد. دبی این قنات ۲۵ لیتر بر ثانیه است. تعداد مالکان این قنات ۱۰۰ نفر می‌باشد و اراضی تحت کشت این قنات ۲۰ هکتار می‌باشد.

## محصولات روستا

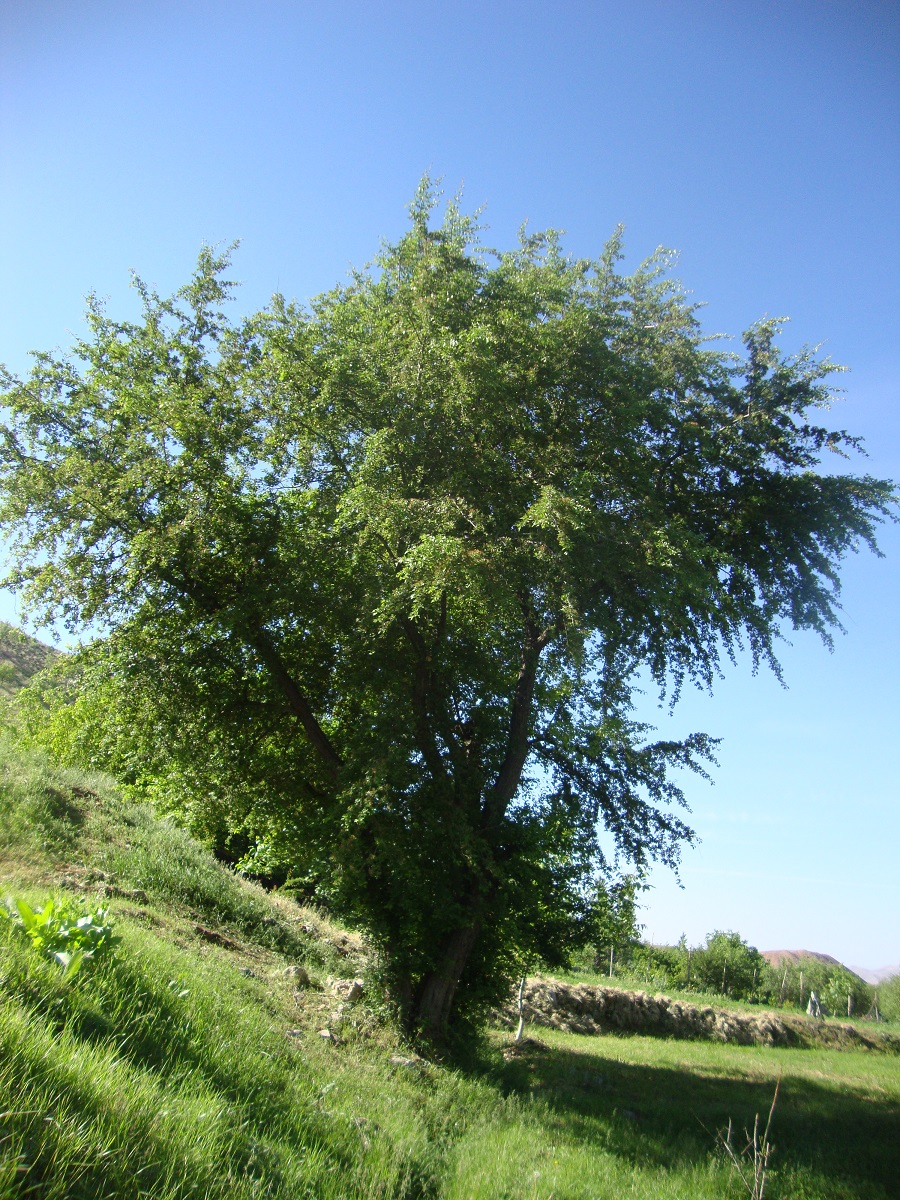
درخت بید از درختان منطقه کوهستانی روستای جهان اسفراین

از 

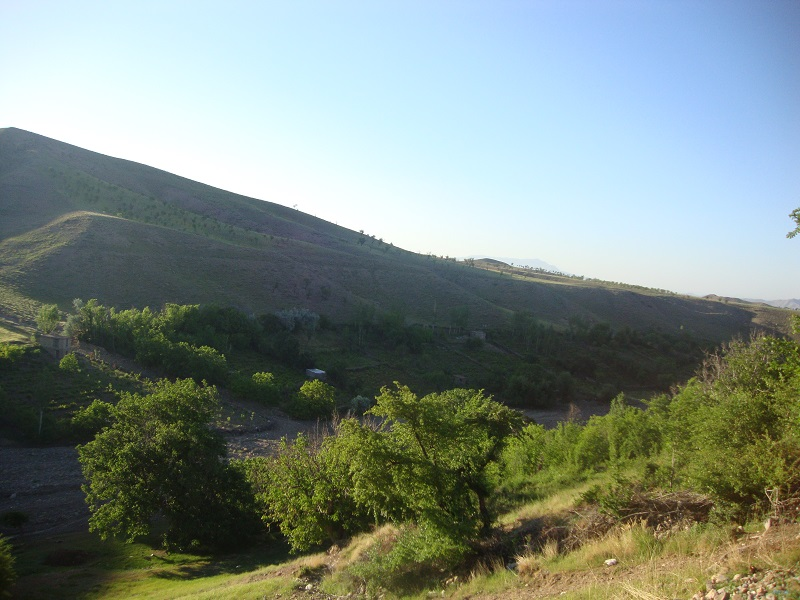
طبیعت سرسبز و گردشگری روستای جهان

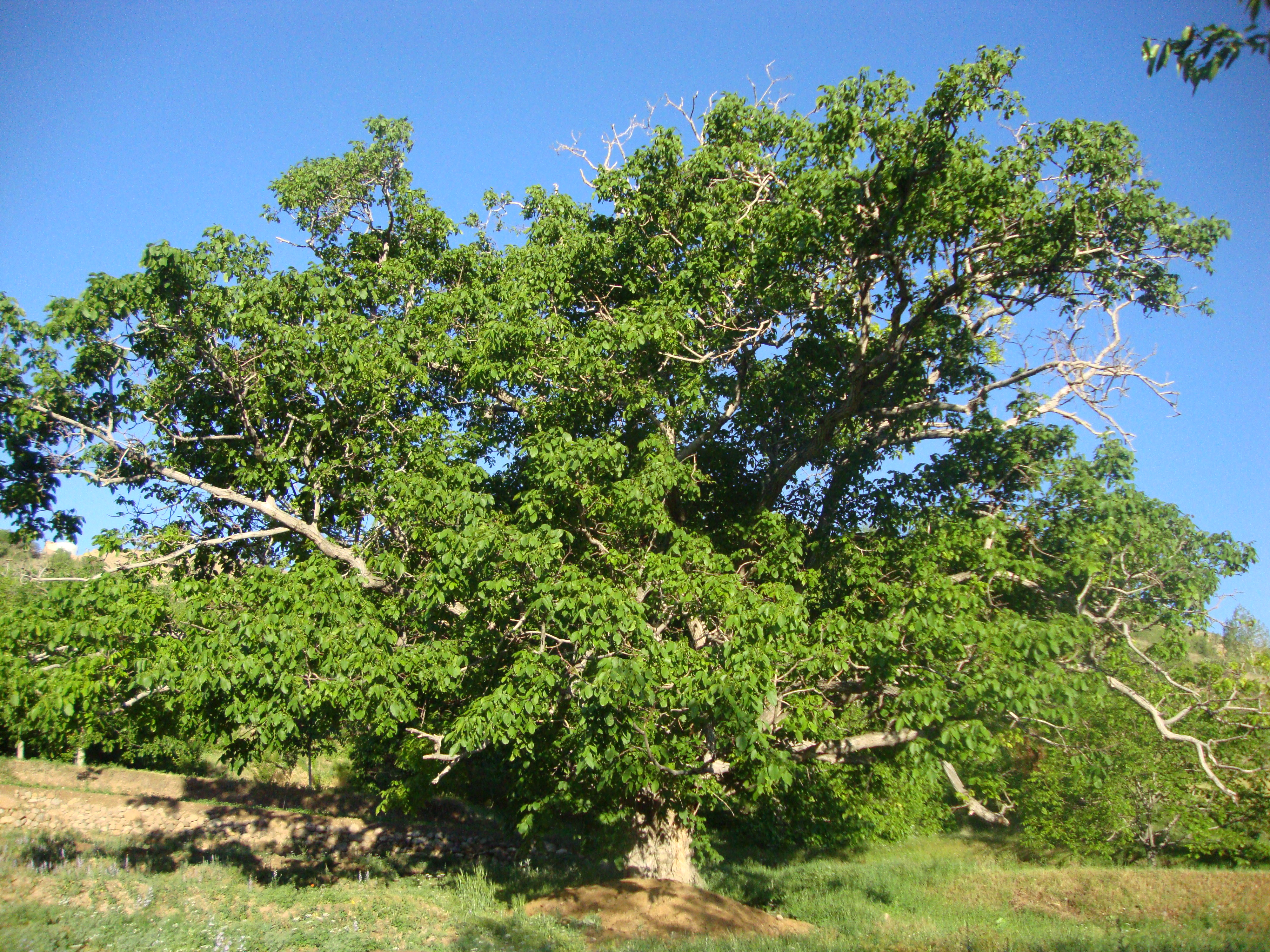
درختان کهنسال گردو در روستای جهان

مهم‌ترین محصولات این روستا می‌توان به بادام، گردو، انگور، زردآلو، هلو اشاره کرد.

## مردمشناسی

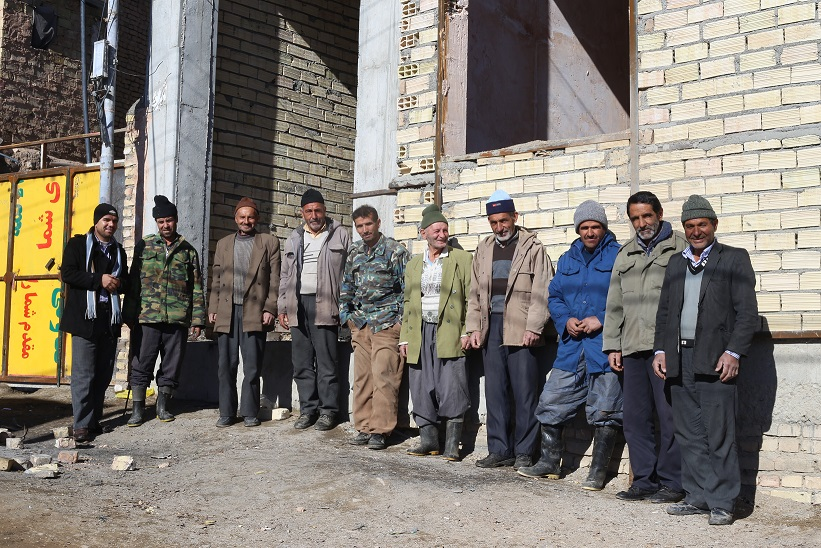
مردم ترک‌زبان روستای جهان اسفراین

مردم این روستا از نژاد ترک و تیره بغایری هستند. که در زمان حمله هولاکوخان به ایران از منطقه قراقوم ترکمنستان به این منطقه کوچ داده شدند و زبان آن‌ها ترکی است.

## معادن
در این روستا معادن که در حال استخراج باشد مشاهده نگردیده اما با توجه به شواهد به دست آمده از منطقه شرقی روستا تعدادی از معادن متروکه نیز در این منطقه وجود داشته که در گذشته‌های دور از آن‌ها به عنوان معدن گچ استخراج می‌شده است. به‌طور کلی از لحاظ معادن و منابع معدنی این منطقه بسیار فقیر و فاقد اندیس‌های معدنی می‌باشد.
گچ، مهم‌ترین ماده معدنی موجود در منطقه است. ذخایر گچ به صورت نواری به ضخامت ۳ الی ۵ متر و طول بیش از ده کیلومتر با راستای شرقی-غربی راه جهان –بام-تارخه بیرون زدگی دارد. طبق اسناد و سفرنامه نویسان خارجی که در ۱۲۰ سال پیش از منطقه بازدید نمودند به استناد نوشته‌های ایشان یک معدن متروکه طلا در شمال کوه شاه جهان وجود دارد که قبلاً فعال بوده است.

## مشاغل
مشاغل عمده روستا شامل: زراعت، باغداری، دامداری و کارگری است.

### صنایع دستی
صنایع دستی بیانگر صنعت و هنر نیاکان و نمایشگر ذوق و هنر مردم هر دیار است. در روزگاران گذشته، صنایع دستی به عنوان پدیده ای تمام عیار در هر عهد حضور فعال داشته است. در ایامی که ماشین بوجود نیامده بود و حتی در دورانی که حضور آن به گستردگی امروز نبود صنایع دستی بود که حامی تمامی استعدادها و آفرینش‌های سازندگی بشر بود. به همین دلیل است که امروز با نگاه به صنایع دستی هر قوم و قبیله ای می‌توان دریافت آن قوم در چه مرحله ای از صنعتگری بوده و مدنیت آنها در چه سطحی بوده است.
صنایع دستی، آن دسته از میراث فرهنگی است که با توجه به نیازهای بوم شناختی هر منطقه و با استفاده از وسایل موجود در آن دیار، توسط مردم خلاق به شکلی هنرمندانه ساخته و گاهی اوقات جنبه تخصصی پیدا کرده و مشاغل خاصی در این رابطه ایجاد شده است. صنایع دستی از دیر باز در این روستا رواج و رونق خاصی داشته که از مهم‌ترین آنها می‌توان به صنعت فرش بافی، گلیم بافی و سبد بافی با ساقه گندم و شاخه بید اشاره کرد. در گذشته انواع فرش و گلیم با متراژهای مختلف و طرح و نقشه‌های گوناگون در این روستا بافته می‌شد ولی متأسفانه به علت عدم حمایت ارگان‌های مرتبط از فرش بافان این صنعت از رونق افتاده است.

## جاذبه‌های گردشگری

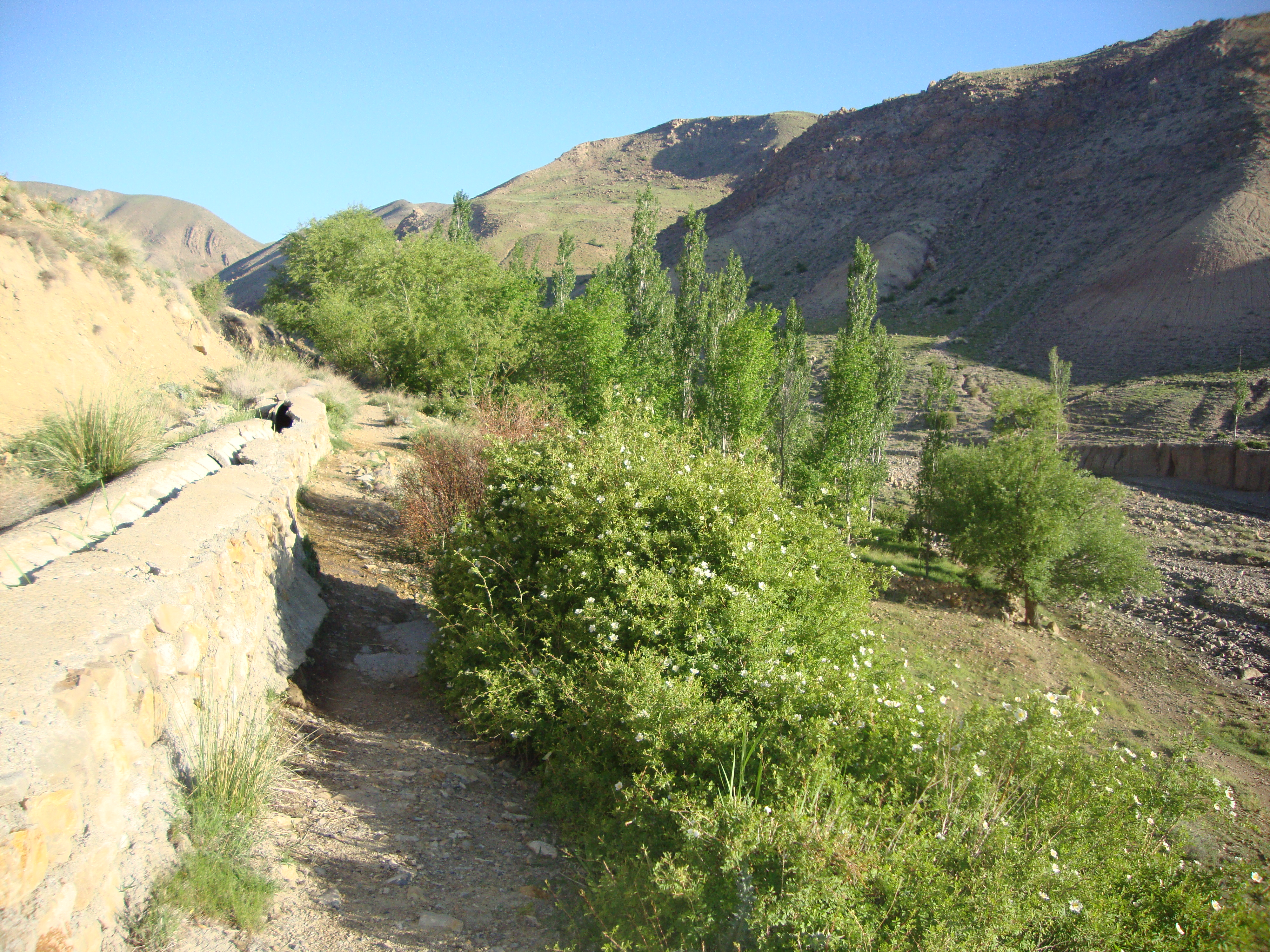
دره سرسبز روستای جهان با درختان و پوشش گیاهی متنوع

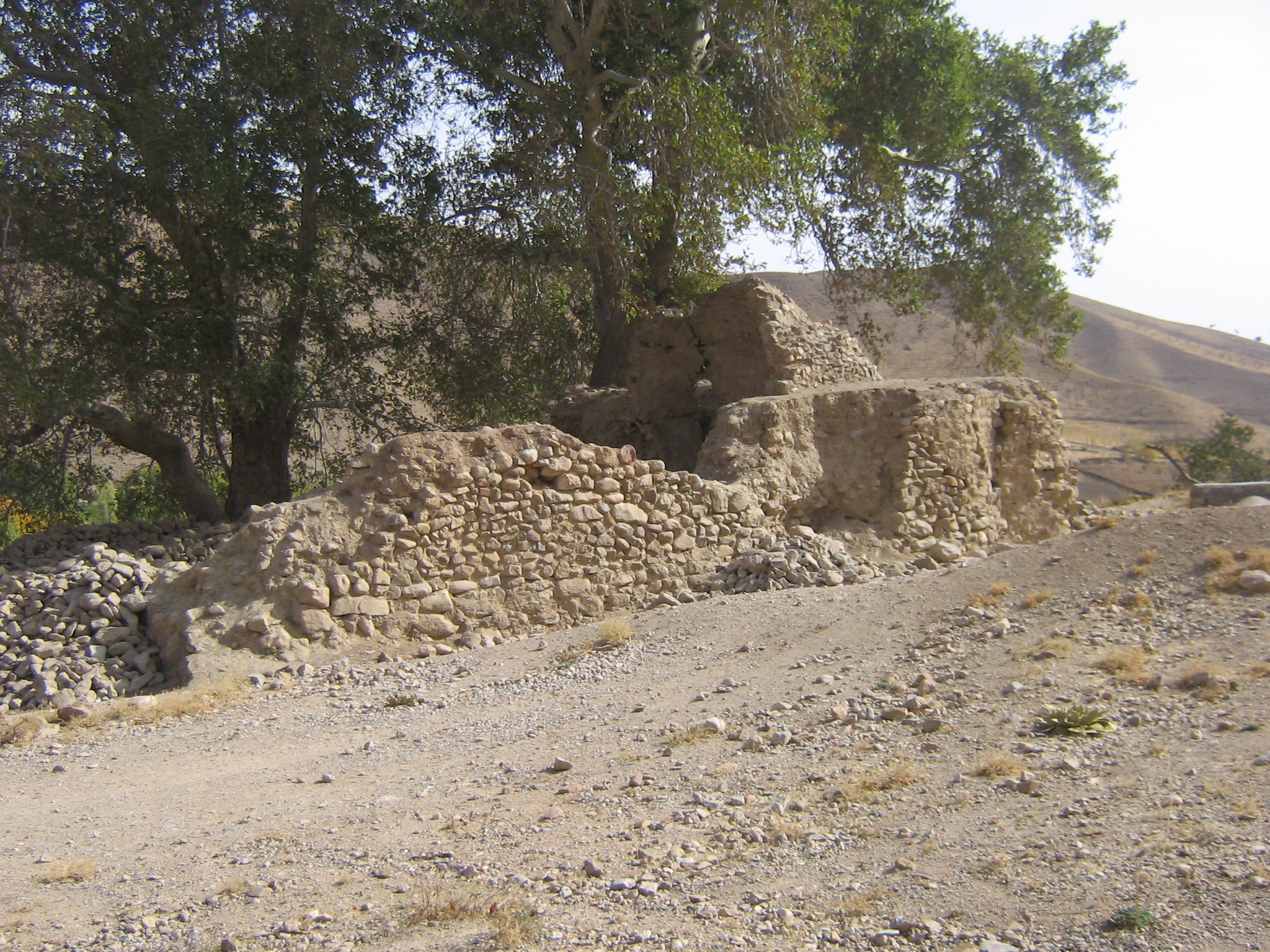
تصویر قدیمی ازدورنمای امامزاده روستای جهان

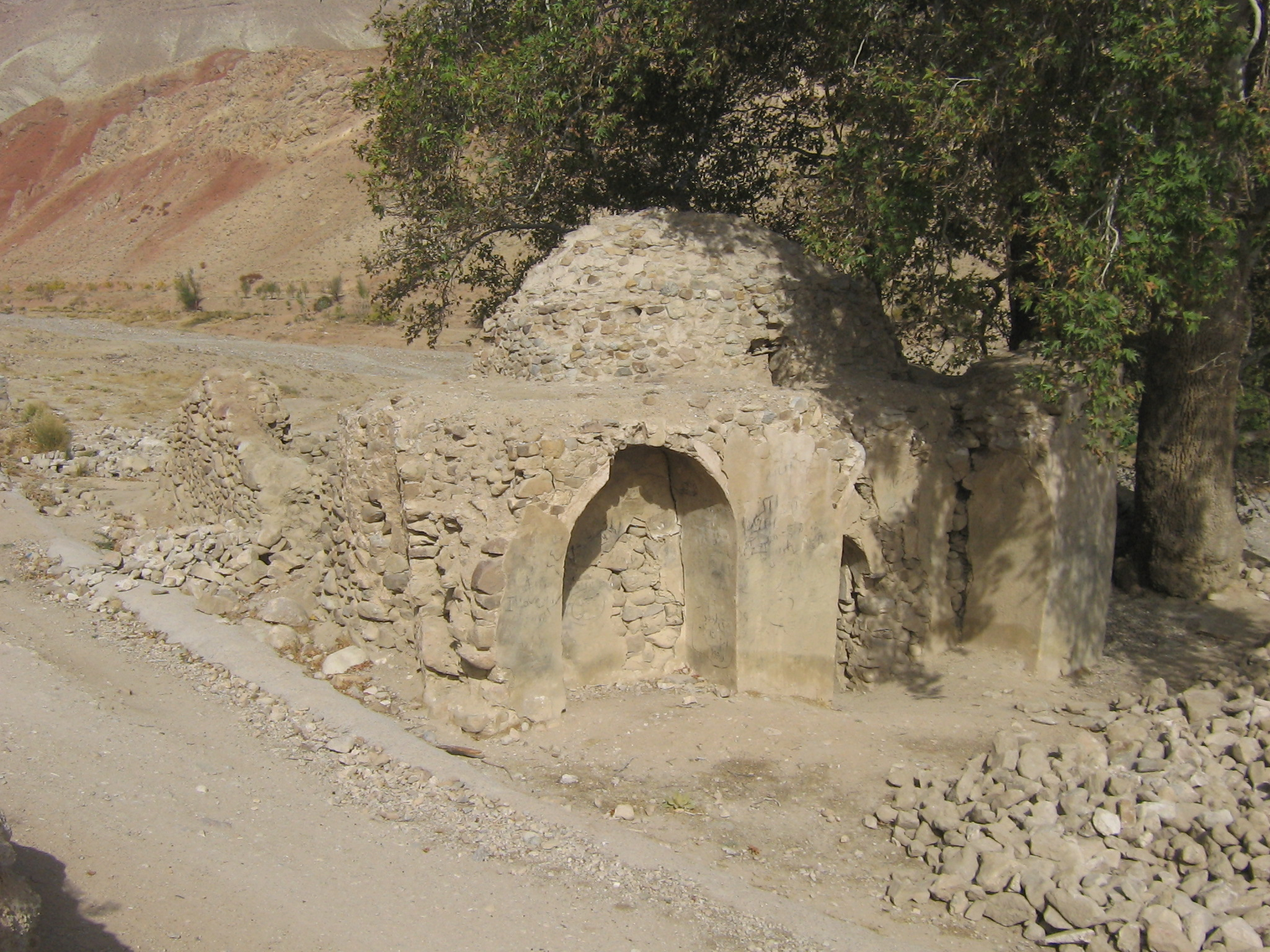
دورنمای از زیارتگاه امامزاده روستای جهان

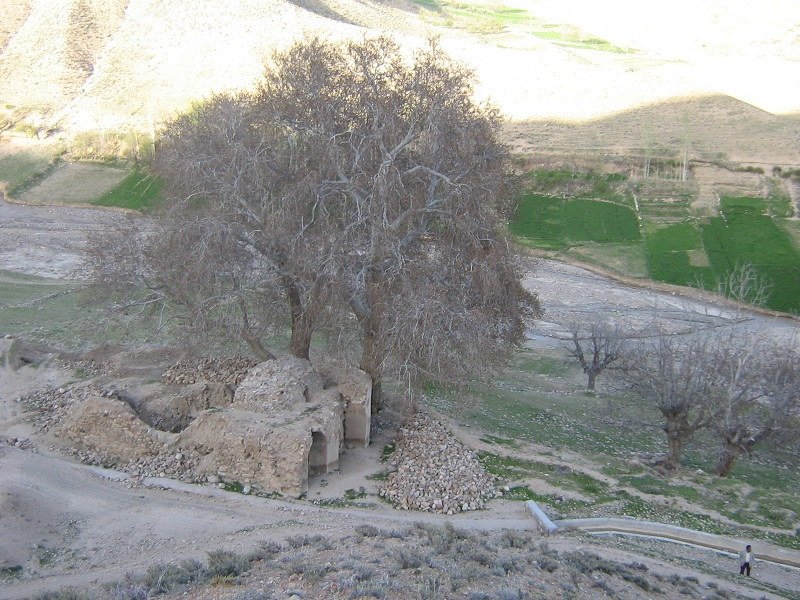
دورنمایی از امامزاده روستای جهان اسفراین ،

لان_و_برش_امامزاده_حسین_بن_رضا_و_علی_بن_حسن_روستای_جهان

### بنای امامزاده حسین بن رضا و علی بن حسن
بنای امامزاده حسین بن رضا وعلی بن حسن در ۳ کیلومتری متری شمال روستای جهان از توابع بخش بام شهرستان بام و صفی آباد قرار گرفته است. این بنا در میان ارتفاعات شاه جهان در داخل دره معروف به قبرستان و در سمت چب رودخانه جهان ارغیان در میان باغها واقع شده است و در کنار آن دو چنار قرار دارد که به گفته مردم یکی از این چنارها به نام چنار سوخته معروف است ودر گذشته این چنار خیلی قطور و توخالی بوده است که به اعتقاد مردم این چنارها بر اثر برخورد ساعقه آتش گرفته و دوباره پاجوش‌های از کنار پایین آن رشد کرده است.

#### داده‌های تاریخی مکتوب
این اثر از از زمان‌های دور محل تجمع مردم منطقه در مراسم‌های مذهبی و در ایام نوروز، روز سیزده بدر، عید سعید فطر و عید قربان بوده و زن و مرد، بزرگ و کوچک گرد هم می‌آیند و اوقات خود را در کنار این مزار مقدس می‌گذرانند. دربارهٔ نسب‌شناسی این امامزاده در منابع مکتوب متاخر اشارات کلی شده است؛ عبدالرفیع حقیقت در کتاب تاریخ و جغرافیا صفحه ۵۶ ذکرکرده است: که اسفراین ۴۵۱ روستا بوده است، چنان چنگیز مغول آتش ظلمی برافروخت که مردمان آنجا و آبادی‌ها را بخاک سیاه کشاند و یکی از روستاهای فرازنده و آبادی‌های ارزنده اسفراین جهان است که در سابق این روستا اهمیت جهانی و شهرت آفاقی که داشته است اسم این سامان را جهان می‌گفتند و یکی از امتیازات آن همین بقعه مبارکه که امامزاده حسین بن رضا می‌باشد در این حرم مطهر و منور دو امامزاده مدفون است، امامزاده حسین و علی بن حسن.
در یک کتاب خطی مزارات اسفراین در صفحه ۱۶ آن ذکر شده است: «امامزاده حسین بن رضا که نسب شریف ایشان با قراین و شواهد و مدارک به حضرت موسی بن جعفر علیه السلام می‌رسد و به علاوه نگاشته شده است زمانیکه امامزاده حسین بن رضا به دهستان جهان رسیدند، مشغول زراعتکاری گردید و دشمنان به معتصم عباسی خلیفه هشتم بن عباس خبر دادند و او، مردیکه به نام خواجه بود فرستاد و امامزاده حسین بن رضا را شهید کرد».اما برحسب یک سند خطی که در اوایل قاجارجمع آوری شده و در مجموعه خصوصی آقای شاهد نگهداری می‌شود «درفصل مقتل و مدفن و اسامی اولاد ائمه اطهار» به اسامی این دو امامزاده به نام علی اصغر از اولاد امام حسن (کوه‌های شاه جهان و ارغیان) قاتل عمر و حسین از اولاد محمد تقی (مدفن در جهان ارغیان) قاتل زیادبن حکم و خواجه ملعون به حکم مصتعصم برمی‌خوریم (شاهد، ۱۳۸۷، ۷).

#### ساختار معماری
این امامزاده بنایی است با پلان یک ایوانی که نمای خارجی آن به صورت چند وجهی نامنظم ساخته شده و از داخل پلان چهار گوش مستطیلی دارد. این بنا حدود ۶۰/۱۵ متر در راستای شمالی- جنوبی و ۵۰/۹ در امتداد شرقی- غربی گسترش یافته است. دیوارهای امامزاده با توجه به ضخامتشان در گروه دیوارهای باربر پیوسته قرار می‌گیرند، هر چند که در سطح داخلی دیوار قالب‌ها و طاق نماهایی اجرا شده است که بیشتر جنبه تزئینی دارد. مصالح سازنده دیواره عبارتند ازلاشه سنگ‌های تراشیده و قلوه سنگ با ملاط گچ و آهک و چوب که به صورت کلاف در دل دیوارها کار گذاشته شده است. بیشترین استفاده از لاشه‌سنگ‌های نیمه تراش خورده در گنبد و طاق‌نماهای داخل بنا می‌باشد.
ارتفاع کل بنا از بیرون ۷۰/۶ سانتی‌متر است و گنبدی که بر روی مقبره اجرا شده سنگی است و به شیوه گرد چین اجرا شده است گنبد بنا حدود ۳۰/۳ متر ارتفاع دارد که در مجموع ارتفاع بنا را به حدود ۷۰/۶ متر می‌رساند و قطر دهانه گنبد به علت تخریب نامشخص است. ایوان بنا به گفته مردم و شواهد موجود در ضلع شرقی بوده است که امروزه تخریب شده است. و تنها یک طاقنمای تزئینی در کنار سردر باقی مانده که آن هم بر اثر مرمت غیراصولی اهمیت خود را از دست داده است. این طاق نماها به عرض ۵/۲ سانتی متر و ارتفاع۷۰/۳ متر بوده است. تمام نمای داخلی بنا با گچ اندود بوده است که امروزه از بین رفته است و تنها در نزدیک طاقنماها به صورت جزئی دیده می‌شود و داخل بنا که در گذشته به صورت دو اتاق تو در تو بوده تنها در دیوار غربی بقایایی از طاقنما دیده می‌شود. این طاقنماها از یک قاب مستطیلی حدود ۵/۲ متر عرض و ۷۰/۳ متر ارتفاع و از نوع جناغی می‌باشد. در قسمت‌های بالای دیوار بویژه دامنه جنوبی و تا حدودی غربی یک رفی ایجاد شده و بالای طاق‌ها گنبد مدور سنگی قرار دارد. در پایین گنبد بقایای از چوب ارس کوهی دیده می‌شود که برای قفل بست دیوارها سنگی استفاده شده است.
با توجه به فرم و مصالح به کار رفته در بنا می‌توان گفت که این بنا احتمالاً متعلق به دوره تیموری است ولی در دوره‌های دیگر بویژه دوره قاجاریه مرمت شده است. درحدود ۳۰ سال قبل که در کنار آن یک جوی آبی جریان داشت، بر اثر نفوذ تدریجی به داخل بنا بخشی از این بنا فرو ریخته شده و تمام ضریح و قرآن‌های خطی همراه با صندوقچه‌های نگهداری قرآن داخل آن مدفون شده. است. به استناد گفته‌های مردم محلی حدود ۵۰۰ متر پایین‌تر از این امامزاده یک سنگ نوشته وقفی از جنس سنگ خارا وجود داشته که موضوع آن دربارهٔ املاک امامزاده بوده برای اینکه زمین‌ها به دست اوقاف نرسد توسط مردم از بین رفته و اکنون هیچ اثری از آن باقی نمانده است (نیک گفتار، ۱۳۸۶)..
بنا به گفته مردم محلی جهان بنای امامزاده حسین بن رضا وعلی بن حسن به گفته پدرانشان در گذشته داخل یک زیر زمین بوده ولی به خاطر تاریکی و عدم توانایی پیران برای رفت آمد به پایین داخل آن را پر از خاک کرده و ضریح‌ها را بالا آورده اند در حدود سی سال قبل برای دسترسی به زیارت ضریح و قبور حدود ۲۰ عد پله باید پایین می‌رفتند و امروزه تمام آنها پر شده است

### مساجد روستای جهان
روستای جهان یکی از روستاهای کهن ولایت ارغیان در دوران اسلامی به‌شمار می‌رود بی شک این روستا در این دوران داری یک جایگاه مذهبی از نوع مسجد در بطن خود داشته است که با تغییر و تحول در جایگاه روستا از موقعیت و ساختار آن اطلاعاتی موجود نیست. آنچه امروز ساکنین روستای جهان از آن به عنوان یک مسجد قدیمی به یاد دارند بقایای از یک مسجد به پلان مسطیل شکل به مساحت ۱۰۰ متر مربع با سقف چوبی در ضلع شرقی روستای جهان می‌باشد. با توجه به داغ‌های باقیمانده در دیوار جبهه شمالی می‌توان گفت قدمت این اثر حداقل به بیش از ۳۰۰ سال پیش می‌گردد و تا امروز به عنوان یک جایگاه عبادی – مذهبی در بین ساکنین روستا از قداست زیادی برخوردار می‌باشد
دومین بنای مذهبی مسجد امام حسین می‌باشد که بنا به اظهار نظر مردم محلی حدود ۲۰۰ سال قدمت دارد و و مساحت ان حدود ۲۰۰ مترمربع می‌باشد.
سومین بنای فرهنگی، هنری و مذهبی که با عظیم‌ترین و داری بهترین امکانات روز می‌باشد می‌توان به بنای مجتمع فرهنگی وهنری بلال مسجد و حسینه امام حسین (ع) اشاره کرد. این بنا در مورخ در مورخه ۰۷/۰۶/۹۲ کلنگ زنی و درمورخ ۲۳/۰۹/۹۲ گود برداری آن به انجام رسید. بانی این مسجد علی مقصودی است. این مسجد دارای زیر زمین به مساحت ۳۱۰ متر مربع و دارای سه طبقه می‌باشد:
طبقه اول قسمت آقایان طبقه دوّم قسمت بانوان می‌باشد اما طبقه سوّم دارای خانه عالم، کتابخانه، کامپیوتر و پایگاه می‌باشد.

### محوطه قلعه کهنه جهان
مربوط به سده‌های میانه دوران‌های تاریخی پس از اسلام است و در ۲ کیلومتری جنوب شرقی روستای جهان واقع شده است و این اثر در تاریخ ۲۲ آبان ۱۳۸۶ با شمارهٔ ثبت ۱۹۹۷۵ به‌عنوان یکی از آثار ملی ایران به ثبت رسیده است.
- تپه قزلر قلعه جهان: مربوط به دوره هخامنشی - اواخر دوره اشکانیان است و در شهرستان اسفراین، بخش بام و صفی‌آباد، روستای جهان، ۱۵ کیلومتری شمال واقع شده و با شمارهٔ ثبت ۲۱۰۹۵ به‌عنوان یکی از آثار ملی ایران به ثبت رسیده است.[۲۱])

### غار یخدان

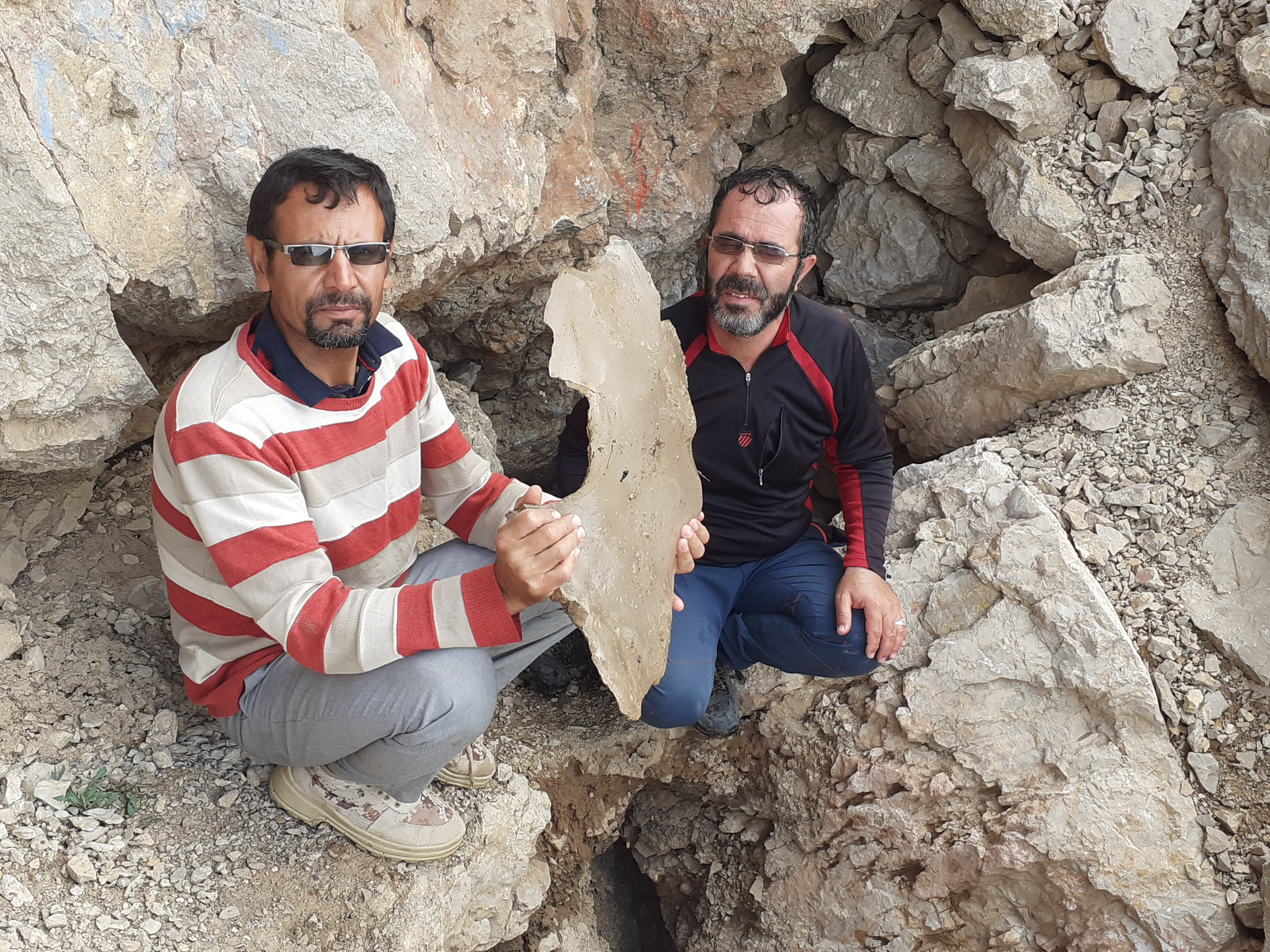
یخدان کوه شاهجهان یا جهان ارغیان، روستای جهان، شهرستان بام و صفی آباد در تابستان ۱۴۰۲

این غار در ارتفاع تقریبی ۳۰۰۰ متری قله شاه جهان قرارگرفته است. این غار داری یک ورودی به صورت یک شکاف بسیار تنگ به سمت زیر زمین می‌باشد. در ارتفاع تقریباً ۲۰ متر پایین‌تر محوطه اصلی غار قرار دارد که در زمستان قطره‌های آب از همه بخش‌های دیواره می‌چکد و برعکس این قطرات آب در تابستان به صورت بلورهای یخی از سقف به کف غار وصل می‌شود. درگذشته از یخ‌ها داخل این غاربه روستاها و شهر اسفراین جهت استفاده درفصل تابستان حمل می‌شد.

### کتاب دهکده توریستی جهان ارغیان

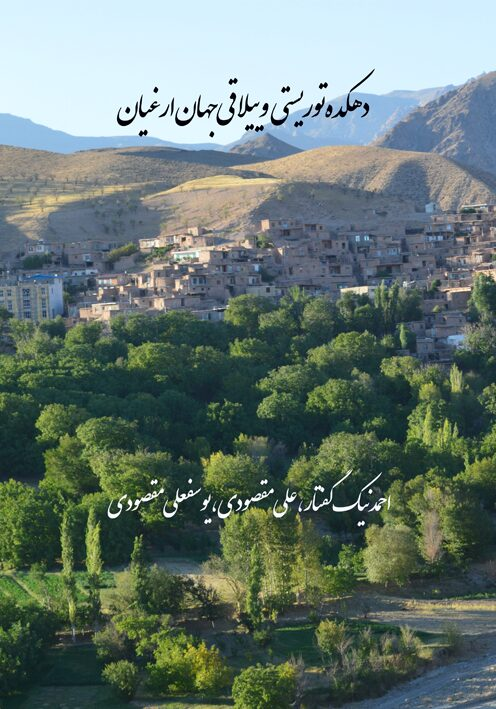
این کتاب شرح کاملی از وضعیت جغرافیای طبیعی، سیاسی، اقتصادی، اجتماعی و فرهنگی روستای جهان که از روستاهای مهم ولایت جهان ارغیان است در خدمت پژوهشگران می‌دهد

این کتاب شرح کاملی از وضعیت طبیعی، جغرافیایی و منابع طبیعی اعم از رودخانه‌ها، کوه‌ها و پوشش گیاهی و زیست‌بوم جانوری، منابع انسانی اعم از وضعیت معیشت و شیوه زندگی باغداری و کشاورزی و دامپروری ساکنان آن و همچنین شامل: شرح مختصری از آداب و رسوم، اعتقادات مذهبی و رسوم محلی منطقه روستای جهان از توابع شهرستان بام و صفی‌آباد در استان خراسان شمالی است. اهمیت کتاب در حوزه فرهنگ عامه و جغرافیای محلی به عنوان یک سند معتبر مکتوب اطلاعات مهمی را در این حوزه به خواننده می‌دهد که می‌تواند منبع مورد مراجعه محققان و پژوهشگران در این حوزه باشد.
از دیگر مشخصه‌های این کتاب وجود تصاویر مرتبط با مطلب و همچنین ارائه آثار باقی‌مانده تاریخی در قاب تصویر است که ذهن مخاطب و کسانی را که تاکنون منطقه را ندیده‌اند می‌تواند به عنوان یک راهنمای گردشگری به منطقه مورد مطالعه و استفاده قراربگیرد. شرح تاریخچه و رجال اثرگذار در این منطقه و نیز اماکن تاریخی و باستانی اشاره به آداب و رسوم و سنن موجود و همچنین اعتقادات مردم منطقه و انواع بازی‌ها و سرگرمی‌ها و اعمال و رفتار مردم در آئین‌های سنتی و مذهبی و شادمانی‌ها از دیگر مشخصه‌های این کتاب در حوزه مردم‌شناسی می‍باشد.

## نگارخانه

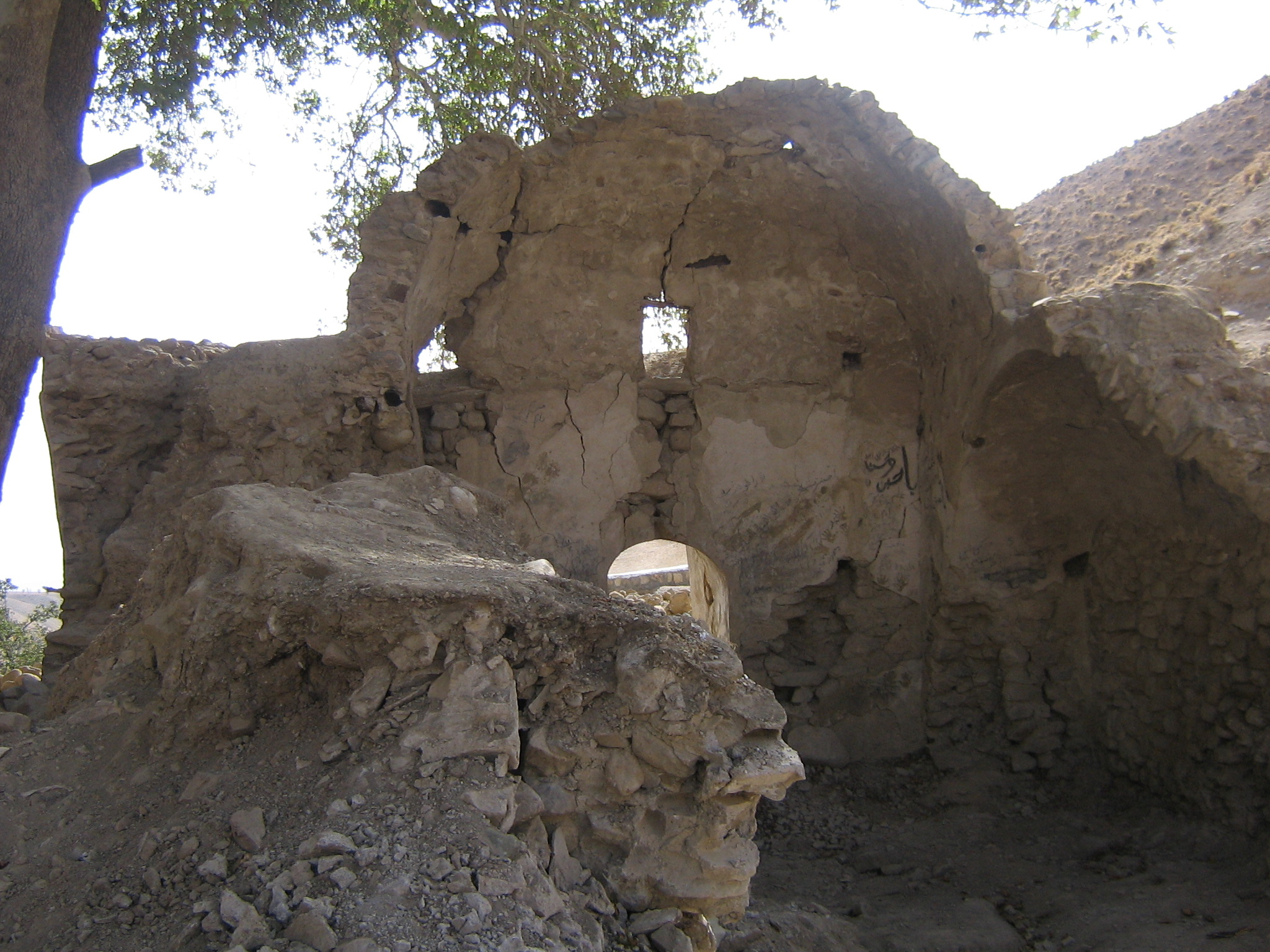
نمای شمالی زیارتگاه امامزاده روستای جهان
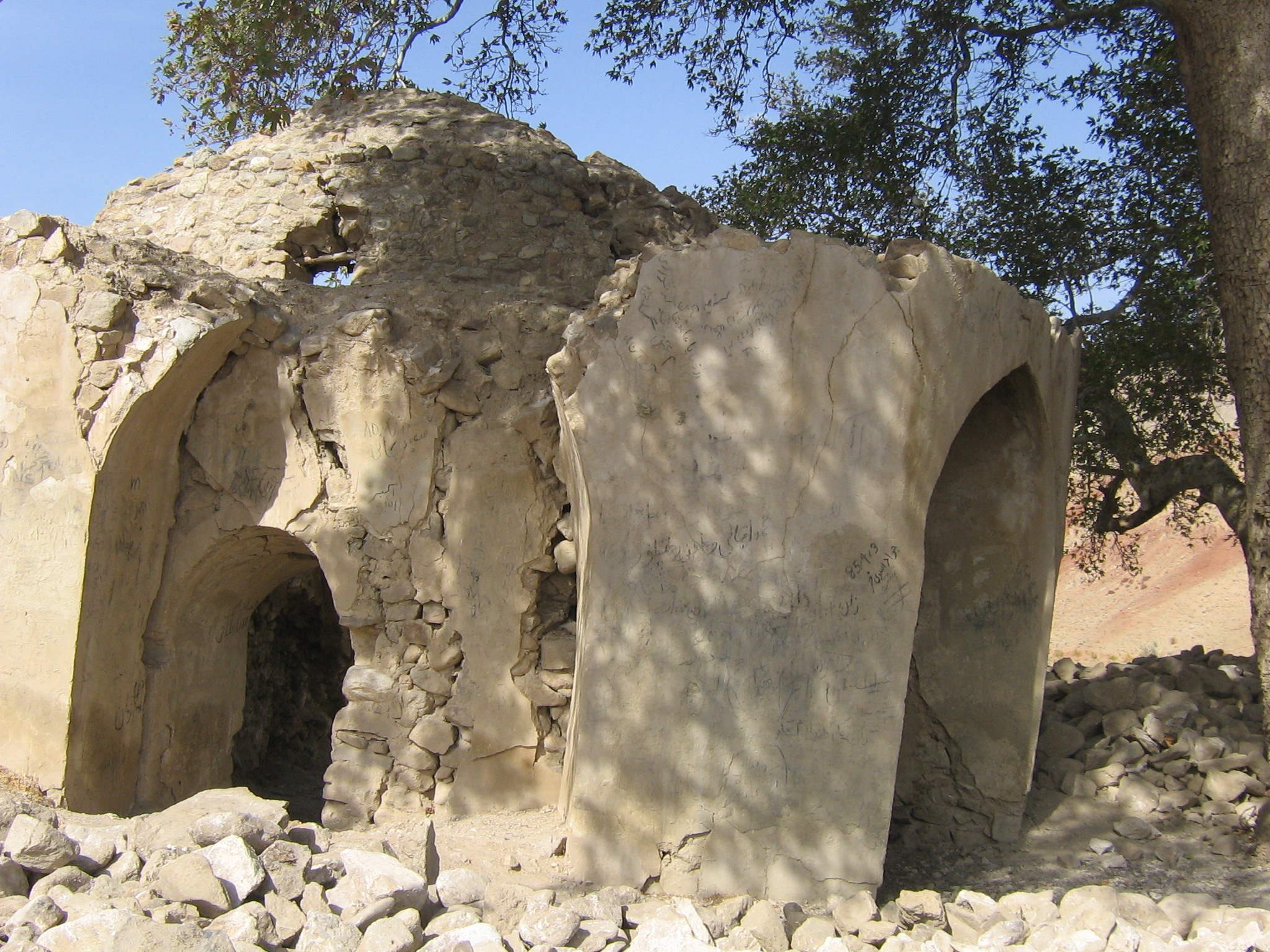
نمای جنوبی زیارتگاه امامزاده روستای جهان
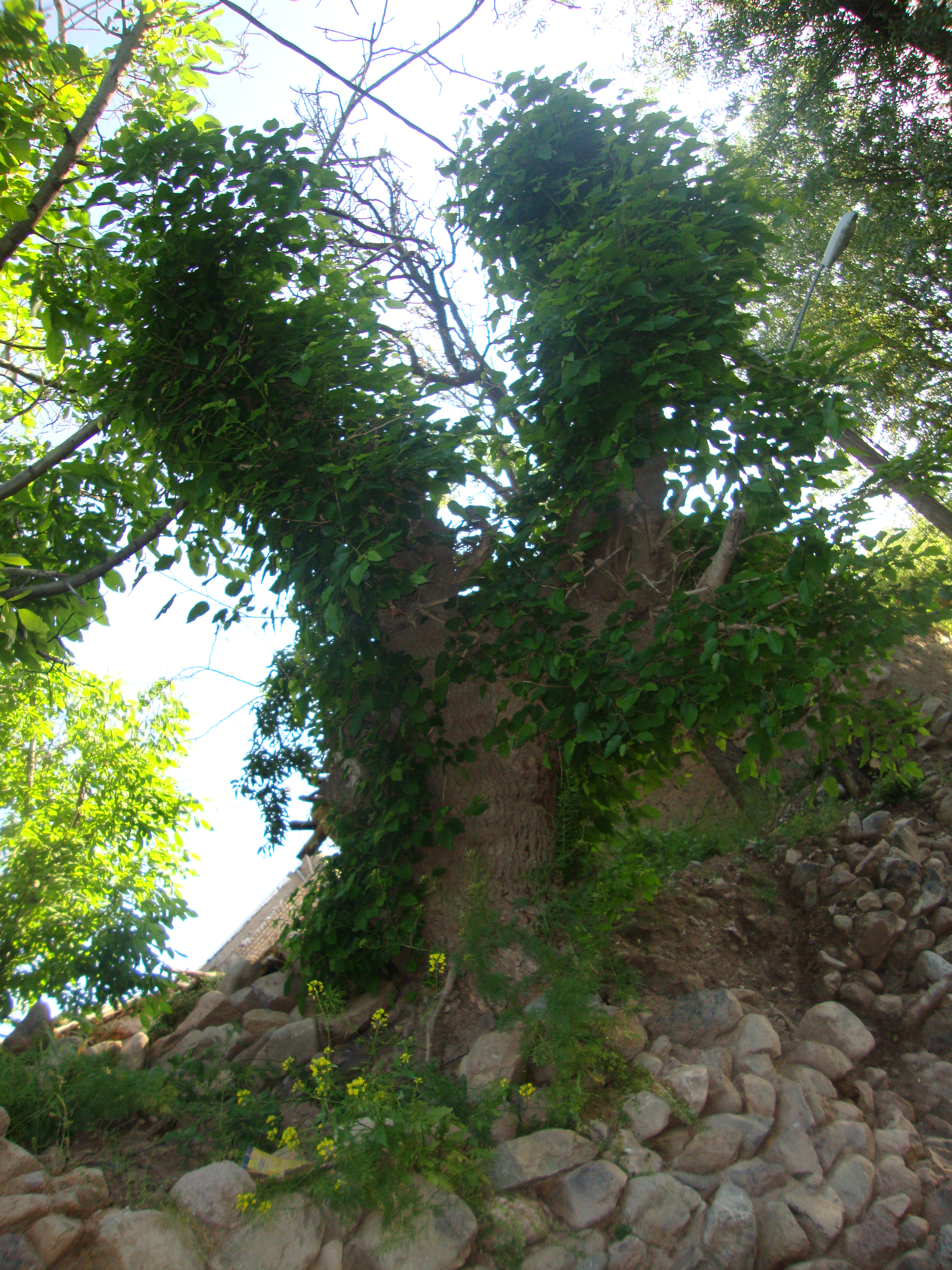
کوچه باغ‌های روستای جهان
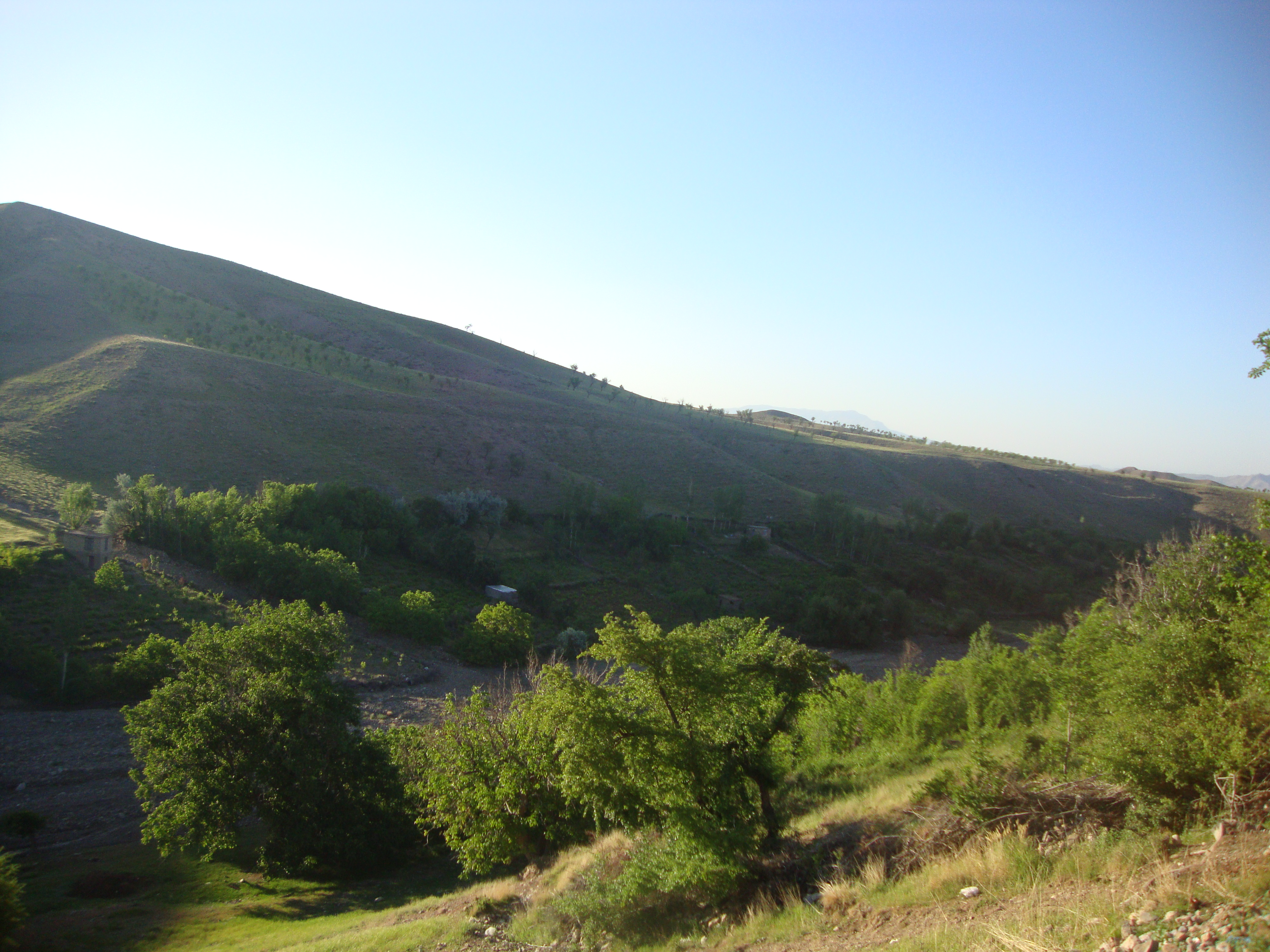
دره سرسبز روستای جهان

## جمعیت
بر پایه سرشماری عمومی نفوس و مسکن در سال ۱۳۹۵، جمعیت این روستا برابر با ۵۶۳ نفر (۱۸۶ خانوار) بوده است.